# Alvvays
Alvvays (uttalas "Always") är ett kanadensiskt indiepopband som bildades 2011 från Charlottetown på Prince Edward Island och för närvarande baserat i Toronto i Ontario. Den består av Molly Rankin (sång och gitarr), Kerri MacLellan (keyboard), Alec O'Hanley (gitarrer), Brian Murphy (bas) och Sheridan Riley (trummor). Deras självtitulerade debutalbum Alvvays, släppt 2014, toppade de amerikanska "college-listorna". Deras andra studioalbum, Antisocialites, släpptes 8 september 2017 och skulle fortsätta att vinna Juno Award för årets alternativa album. Båda albumen har nominerats till Polaris Music Prize.
2022 släpptes deras tredje album Blue Rev som influerades av indierock och shoegaze.

## Diskografi

### Studioalbum
- 2014 – Alvvays
- 2017 – Antisocialites
- 2022 – Blue Rev

## Medlemmar
- Molly Rankin - sång, kompgitarr (2011–)
- Kerri MacLellan - Synth (2011–)
- Alec O'Hanley - gitarr (2011–)
- Sheridan Riley - trummor (2017–) [3]
- Abbey Blackwell – bas (2021–)

### Tidigare medlemmar
- Phil MacIsaac - trummor (2011–2016)
- Brian Murphy - bas (2011–2021)